# Graciela Pomponio
Graciela Pomponio (* 12. April 1926 in Buenos Aires; † 9. Februar 2007 ebenda) war eine argentinische Gitarristin.

## Leben
Pomponio studierte Gitarre bei María Luisa Anido am Conservatorio Nacional Carlos López Buchardo in Buenos Aires. Während des Studiums begegnete sie ihrem späteren Ehemann Jorge Martínez Zárate. Sie formten das Duo Pomponio Zárate. Gemeinsam spielten sie im Théâtre de la Ville in Paris, Mozarteum in Salzburg, Concertgebouw in Amsterdam, Carnegie Hall in New York, Palacio de Bellas Artes in Mexiko-Stadt und Teatro Colón in Buenos Aires. Seit 1948 lehrte sie in Argentinien, zuletzt als Professorin am Konservatorium in Buenos Aires. Zu ihren Schülern gehören Ernesto Bitetti, Roberto Aussel, Osvaldo Parisi, Raul Maldonado, Horacio Ceballos, Miguel Angel Girollet, Enrique Núñez, Lucio Nunez, Walter Enrique Heinze und Eduardo Frasson.

## Auszeichnungen
- Premio Konex (1989)

## Diskographie
- Panorama of the Guitar (Harmonia Mundi, 2002)
- Guitare Plus: Vol. 2 (Harmonia Mundi, 2008)
- Guitare Plus: Vol. 10 (Harmonia Mundi, 2008)